# Smogornia
Smogornia (polska) eller Stříbrný hřbet (tjeckiska) är ett berg på gränsen mellan Polen och Tjeckien. Toppen på Smogornia är 1 489 meter över havet.